# Hôtel de Klinglin
L'Hôtel de Klinglin, attualmente noto come Hôtel du Préfet, è un edificio storico situato vicino a Place Broglie sulla Grande Île, nel centro della città di Strasburgo, nel dipartimento francese del Basso Reno. È classificato come monumento storico dal 1970.
L'Hôtel de Klinglin è attualmente la residenza del prefetto del dipartimento del Basso Reno. Non va confuso con la Préfecture administrative in Place de la République, che ospita le funzioni amministrative del prefetto.

## Storia
Questo hôtel particulier, di design diverso dalla maggior parte degli altri palazzi di Strasburgo (con una facciata diritta e una a mezzaluna invece di due diritte), fu costruito tra il 1732 e il 1736 per il banchiere reale (prêteur royal) François-Joseph de Klinglin (1686–1753). Gli architetti furono Jean-Pierre Pflug e Joseph Massol.
Dopo la caduta in disgrazia e la prigionia di Klinglin, nel 1752, l'hôtel divenne la sede della Intendenza reale dell'Alsazia, che rimase fino alla rivoluzione francese. Tra il 1789 e il 1799 venne utilizzato come sede del Directoire du district e dal 1800 divenne residenza del prefetto del Basso Reno, con due intervalli: tra il 1871 e il 1918, ospitò lo Statthalter ( governatore) dell'Alsazia-Lorena e tra il 1940 e il 1944 il Gauleiter.
Durante l'assedio di Strasburgo del 1870, l'hôtel fu pesantemente danneggiato dall'artiglieria prussiana: le mura esterne resistettero ma il tetto crollò e quasi tutti gli interni furono distrutti. Venne rapidamente ricostruito e riarredato utilizzando quanto più materiale originale possibile; venne modificata solo la forma del tetto e aggiunto un balcone. L'architetto responsabile della ricostruzione fu Jean Geoffroy Conrath, che ricostruì fedelmente anche la vicina Opéra di Strasburgo.
L'Hôtel du préfet non è aperto ai turisti a parte in alcuni giorni speciali come le Giornate europee del patrimonio.

## Galleria d'immagini

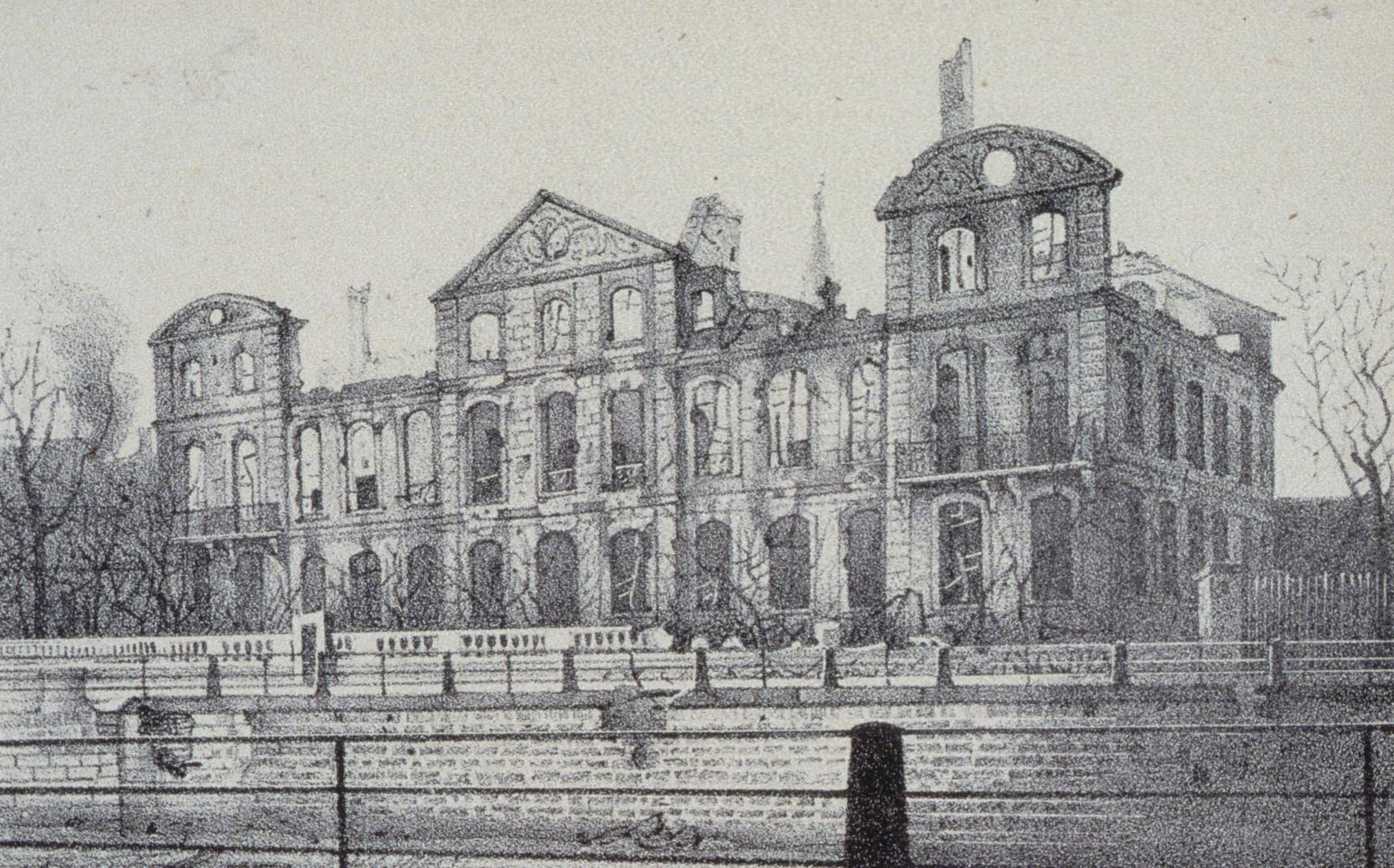
L'hôtel visto nel 1870, dopo i bombardamenti delle truppe prussiane
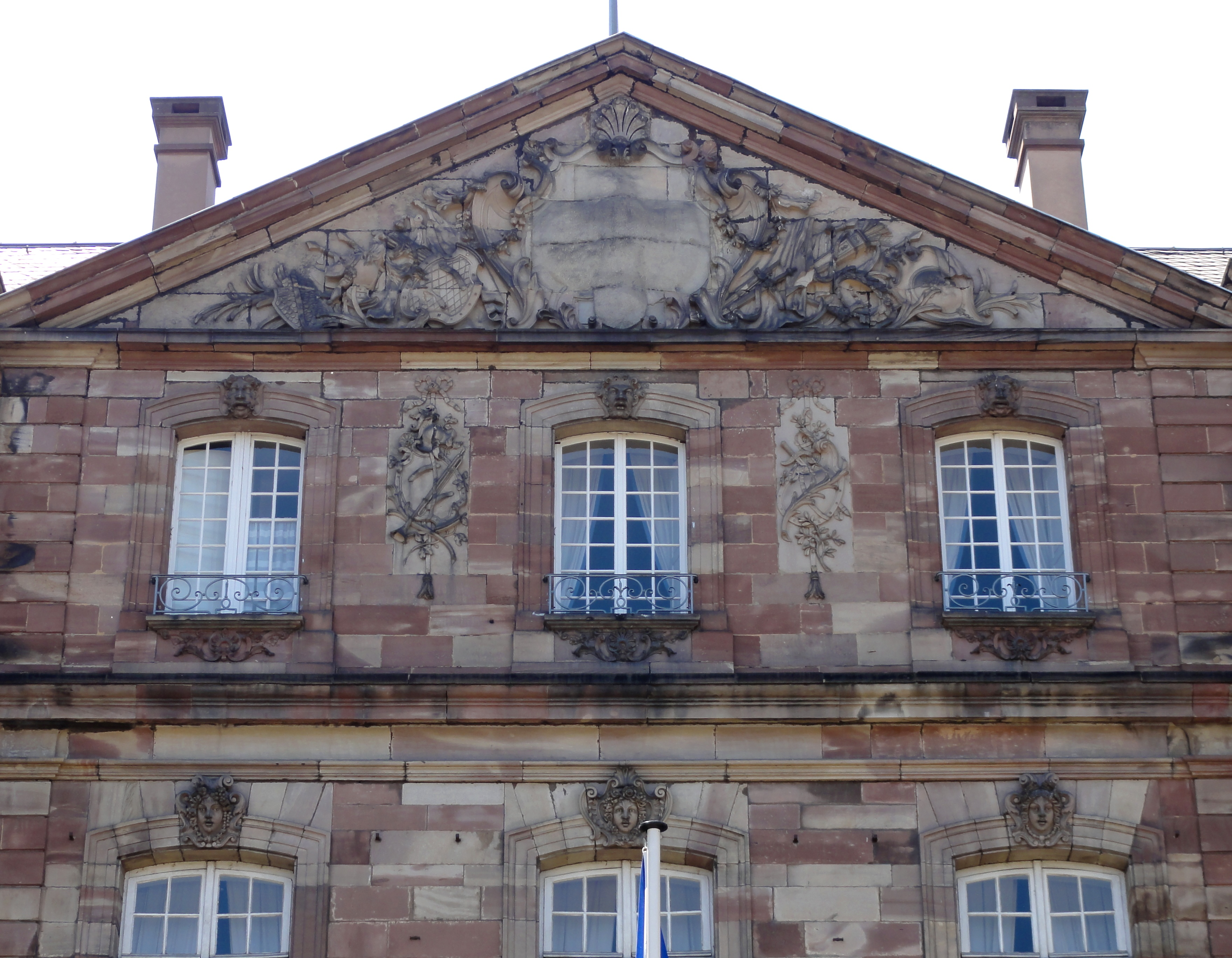
Frontone della facciata lungo il fiume
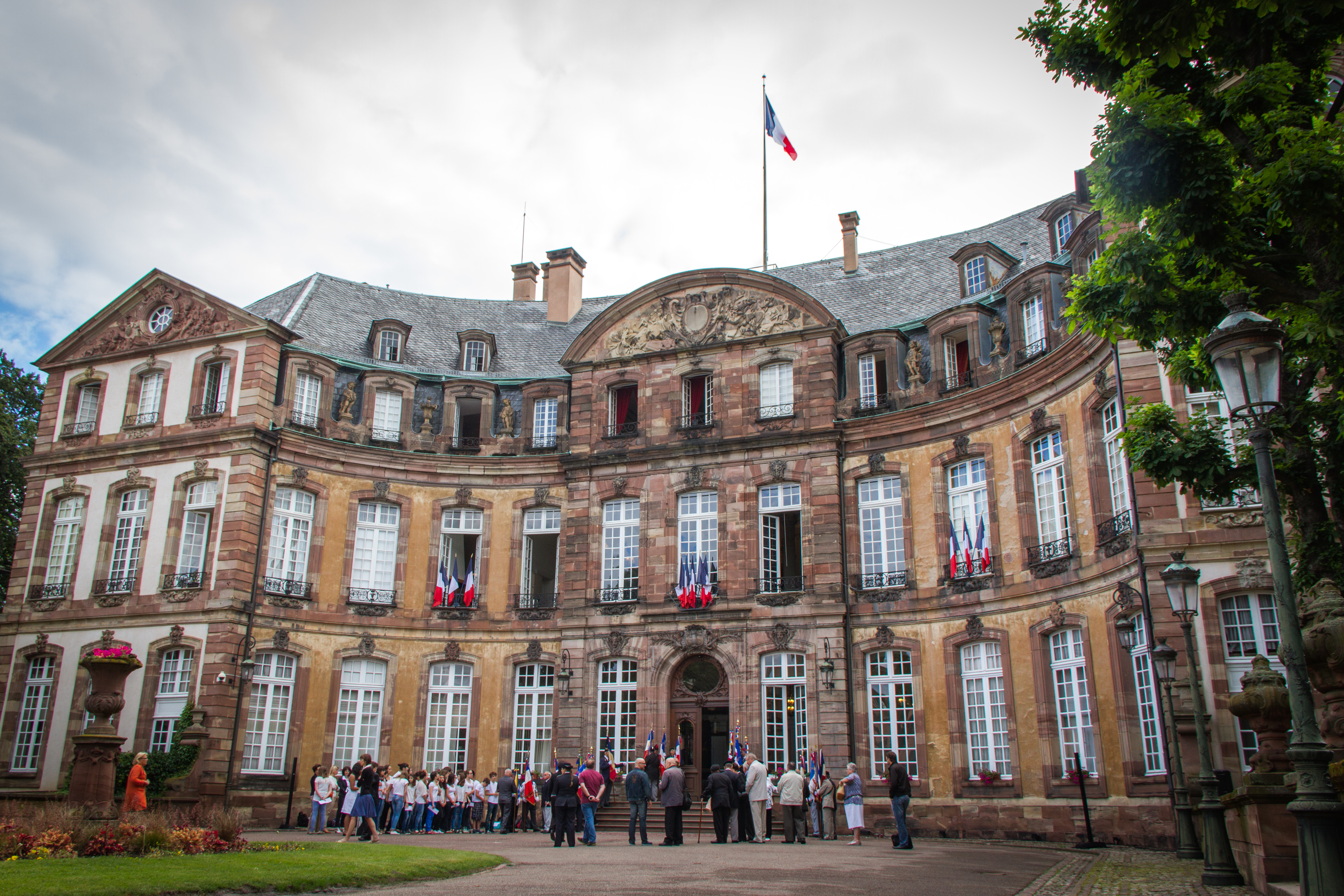
Cortile
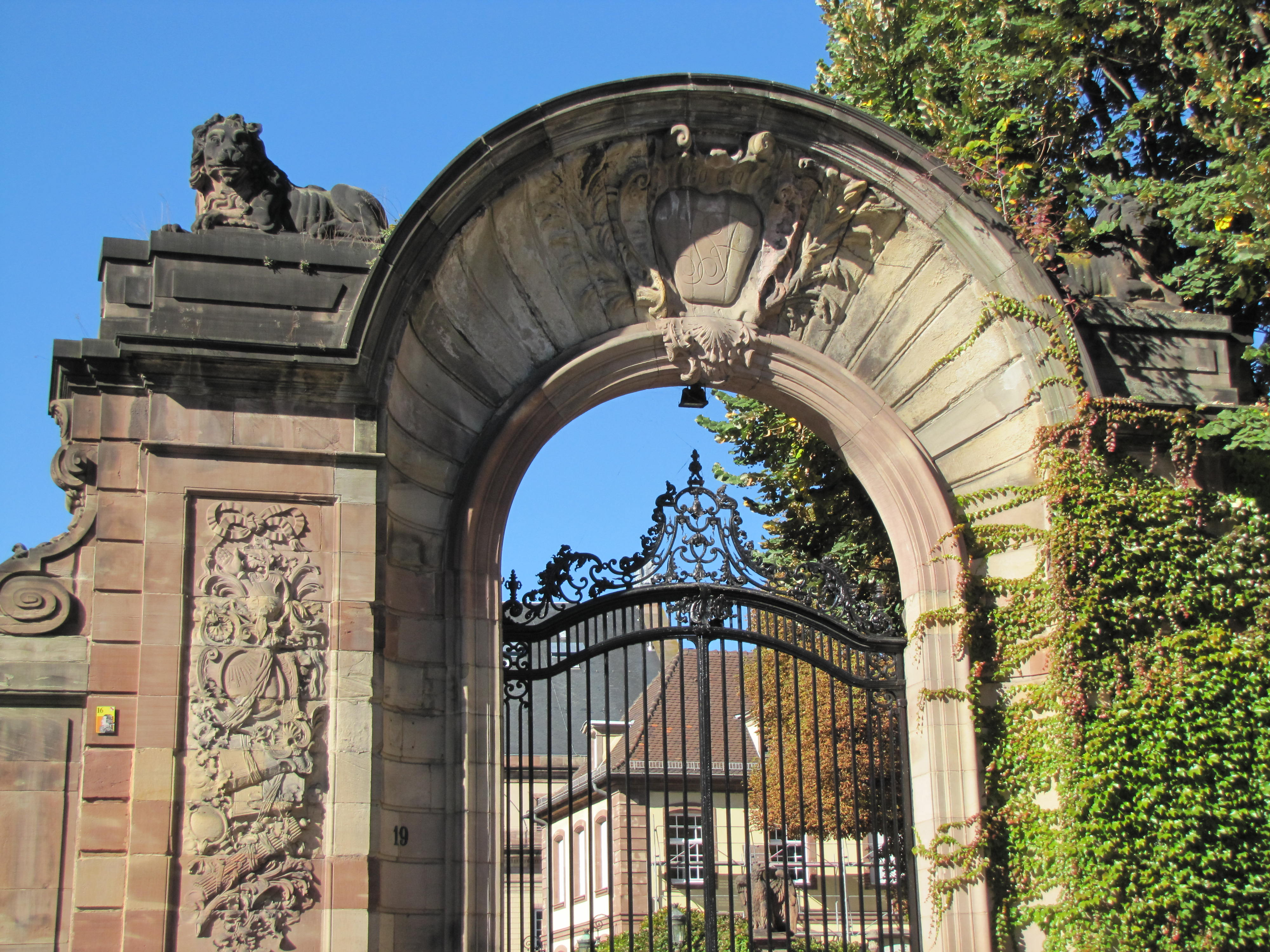
Portale principale su Rue brûlée (particolare), aggiunto nel 1747 da Joseph Massol.
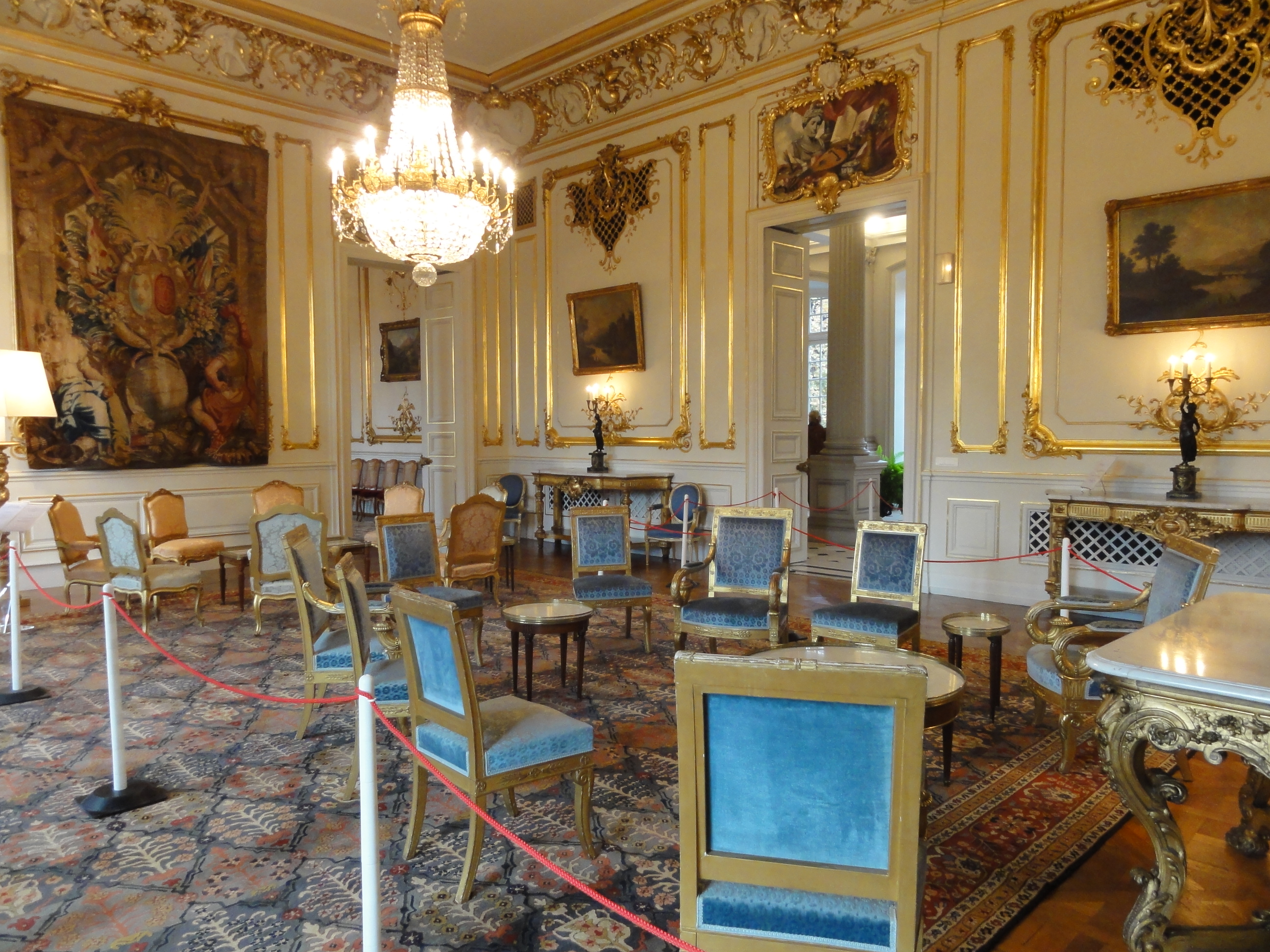
Una delle sale di ricevimento
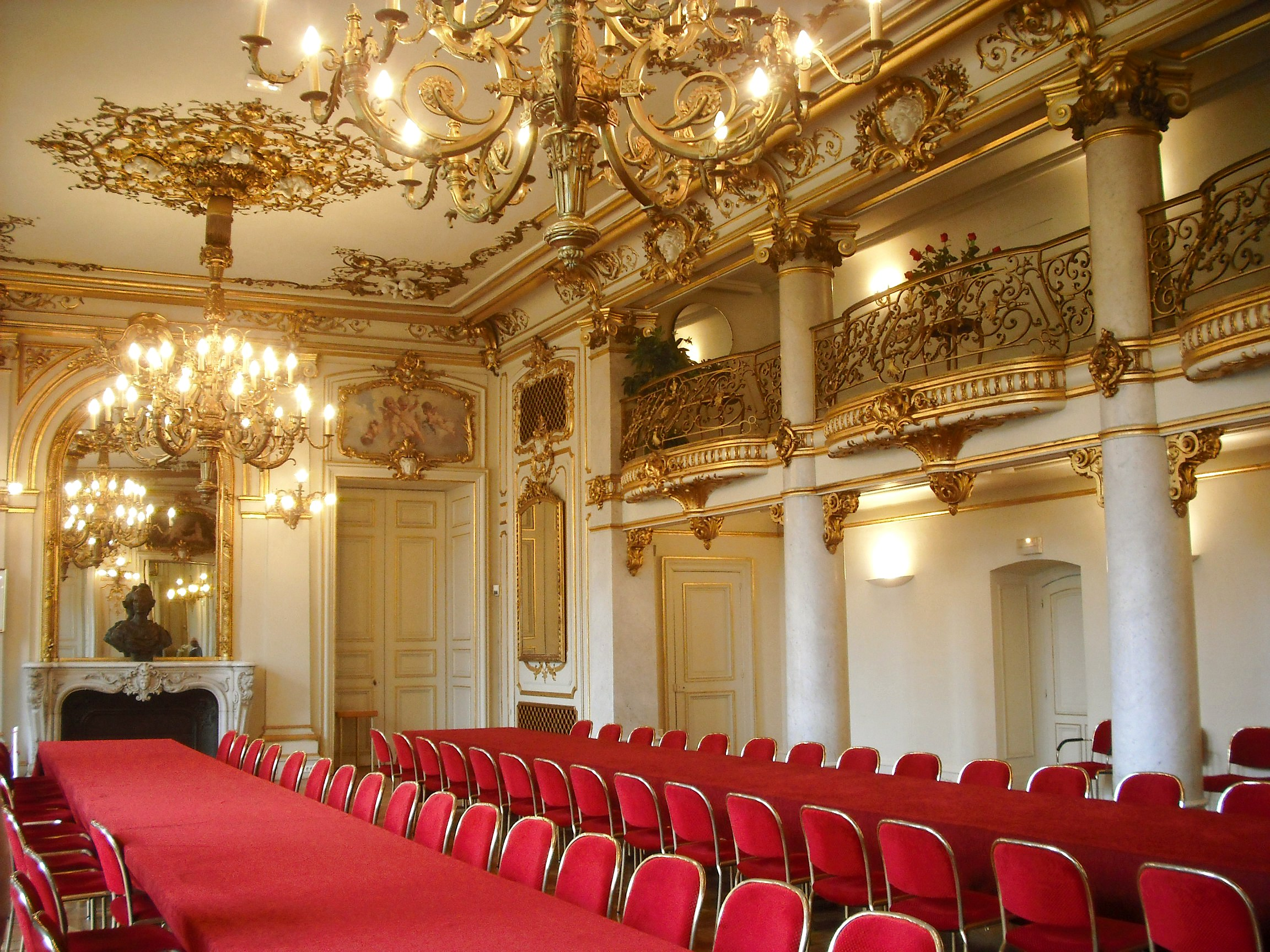
Ex sala da ballo, ora salle Louise Weiss
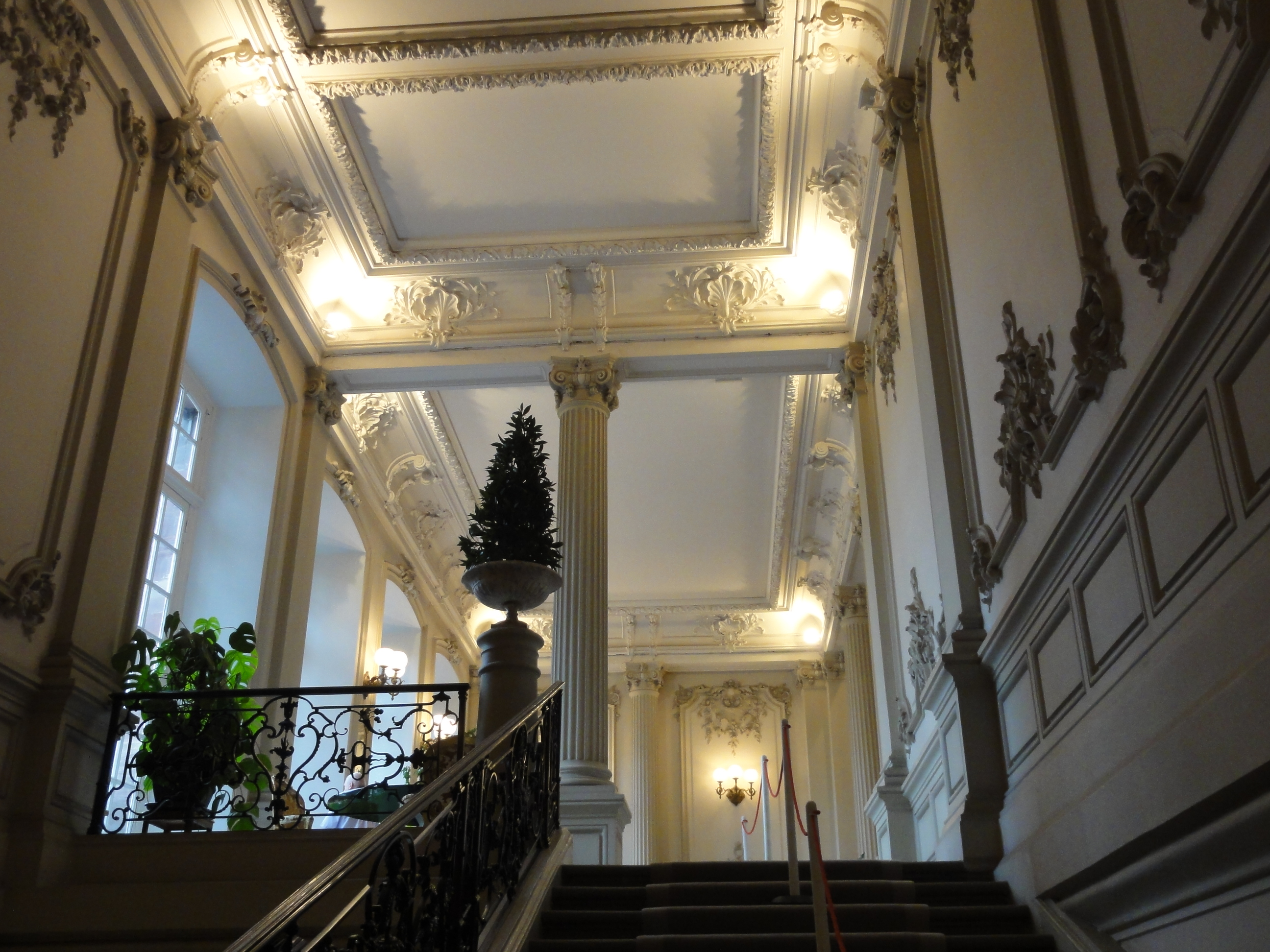
Piano superiore dello scalone d'onore